# 薛延忠
薛延忠（1954年2月—），男，山西孝义人，中华人民共和国政治人物。中央党校研究生学历。曾任中共山西省委副书记、山西省政协主席。中国共产党第十六、十七届中央委员会候补委员。

## 生平
1969年10月参加工作。1981年9月加入中国共产党。2008年4月任中共山西省委副书记。2009年1月，在山西省政协第十届二次会议上当选为山西省政协主席。2018年1月，当选第十三届全国政协委员。2018年1月29日，不再擔任山西省政协主席。